# Callidiellum virescens
Callidiellum virescens là một loài bọ cánh cứng trong họ Cerambycidae.